# 유이카와 케이
유이카와 케이(일본어: 唯川恵, 1955년 2월 1일 ~)는 일본의 소설가이다. B형. 필명인 '유이카와 케이'는 어머니가 젊었을 때 영화 잡지에 투고했을 때의 펜네임 유이카와 케이(行川奎, ゆいかわ けい)에서 따왔다.

## 인물
이시카와현 카나자와시 출신으로, 카나자와 여자 단기대학의 정보처리학과(현 카나자와 학원 단기 대학)를 졸업했다. 그 후 훗코쿠은행에 취직 후, 10년의 직장인 생활을 경험한다. 직장 생활을 하며 다도, 꽃꽂이, 양재, 에어로빅, 복식 등을 다양한 취미활동을 한다. 그러던 중 계속 쓰고 있는 일기로 시작하여 글쓰기에 흥미를 느껴 소설을 써보기로 한다. 이후에 습작을 계속하다, 1984년 《바다 빛깔의 오후(원제:海色の午後)》로 제3회 슈에이샤 코발트 노벨 대상을 수상하면서 인기 작가로 화려하게 데뷔한다.
1997년에는 이 때까지와는 여성 취향의 연애소설과는 다른 호러적 색조가 짙은 《현기증(めまい)》과 서스펜스 요소를 도입한 소설 《찰나와 같아서 가슴아픈(원제 刹那に似てせつなく)》으로 평론가들로부터 높은 평가를 받아서 주목을 받았다. 수많은 연애소설을 발표한 후 2001년, 46세에 《어깨 너머의 연인(원제:肩ごしの恋人)》으로 제 126회 나오키상을 수상하면서 일본의 대표적인 여성 작가로 확고하게 자리잡았다.
45세에는 결혼과 동시에 세인트버나드견을 키우기 시작해서 2004년에는 좀 더 나은 환경에서 애견을 키우고자 도쿄에서 카루이자와로 이주하지만, 2010년 애견이 죽고 난 뒤 슬픔에 빠져 등산을 시작하면서 이를 이겨냈다고 한다. 등산의 매력을 느끼는 중, 여성의 일생을 그리는 테마로 신문 연재 소설 의뢰가 들어왔다. 이 때, 여러 역사적 인물을 검토하던 중 항암 치료 중이었던 산악인 다베이 준코를 취재하게 된다. 연재를 시작하기 전에는 네팔에 가서 에베레스트에서 트래킹을 하며 산의 절경을 체감하며 이를 글 속에 그려내려고 했다. 그리하여 2017년에는 여성으로서 세계 최초로 에베레스트 등반에 성공한 산악인 다베이 준코를 모델로 한 장편소설 《준코의꼭대기(원제:淳子のてっぺん)》을 출간했다. 지금까지 수 많은 작품을 발표했지만, 실제 인물을 모델로 하는 것이 첫 작품이라 많은 주목을 받았다. 같은 해에는 40대의 연애를 그린 《세실의 계획(원제:セシルのもくろみ)》이 마키 요코를 주연으로 후지TV에서 드라마화되었다.
다양한 여성의 삶에 초점을 맞춰, 여성의 마음속에 숨어 있는 심리를 섬세하고 대담하게 그려내어 많은 여성 독자들의 공감과 지지를 얻고 있다.

## 수상
- 1984년 - 《바다 색깔 오후(원제:海色の午後)》에서 슈에이샤 제3회 코발트 노벨 대상 수상.
- 2001년 - 《어깨 너머의 연인(원제:肩ごしの恋人)》에서 제126회 나오키상 수상.
- 2008년 - 《사랑을 닮은 것들(원제:愛に似たもの)》로 제21 회 시바타 렌자부로상 수상.

## 작품

### 소설

#### 1990년 ~
- 22세 계절이 하나 지나간다(원제:22歳 季節がひとつ過ぎていく): 1988년 3월 카도카와 스니커 문고 / 1994년3월 다이와쇼보 / 1998년4월 겐토샤 문고
- 키스보다도 가슴아픈(원제:キスよりもせつなく): 1991년11월 슈에이샤 / 1997년9월 슈에이샤 문고
- 그의 옆자리(원제:彼の隣りの席): 1992년7월 슈에이샤 / 1998년9월 슈에이샤문고
- 봄 안개 피어나는 아침으로 가다(원제 夜明け前に会いたい): 1993년1월 매거진 하우스 / 1996년4월 매거진 하우스문고 / 2000년6월 신쵸문고 / 2015년6월 분슌문고
- 고독하고 다정한 밤(원제:孤独で優しい夜): 1993년6월 슈에이샤 / 1999년10월 슈에이샤문고
- 점점 멀어지는 당신(원제:だんだんあなたが遠くなる): 1993년10월 다이와쇼보 / 1997년4월 겐토샤문고 / 2008년3월 신쵸문고
- 연인은 언제나 부재(원제:恋人はいつも不在): 1994년6월 슈에이샤 / 2000년2월 슈에이샤문고
- 당신을 원해(원제:あなたが欲しい): 1995년5월 다이와쇼보 / 1999년11월 신쵸문고
- 섬머 발렌타인(원제:サマー・バレンタイン): 1995년 6월 겐토샤 / 1998년 8월 겐토샤 문고
- 사랑해도 닿지 않아(원제 愛しても届かない): 1995년11월 슈에이샤 / 2001년11월 슈에이샤
- 안녕을 말하기 위해(원제 さよならをするために): 1995년6월 슈에이샤
- 천사들의 오산(원제:天使たちの誤算): 1996년5월 매거진 하우스
  - [제목 변경] 연인들의 오산(원제:恋人たちの誤算): 2001년1월 신쵸문고

- 이브의 우울(원제:29's―イブの憂鬱): 1996년12월 슈에이샤
  - [제목 변경] 이브의 우울(원제:29's –イブの憂鬱): 2002년2월 슈에이샤

- 베토벤을 사랑한 여자들(원제:ベートーヴェンを愛した女たち): 1995년12월 분카샤
- 쉬폰의 바람(원제:シフォンの風): 1996년4월 슈에이샤 문고
- 찰나와 같아서 가슴아픈(원제:刹那に似てせつなく): 1997년7월 코분샤 / 2004년 1월 코분샤 / 2016년 5월 코분샤 [신장판]

- 아픈 달(원제 病む月): 1998년10월 슈에이샤 / 2003년6월 슈에이샤문고

- 사랑따위(원제 愛なんか): 1999년12월 겐토샤 / 2002년4월 겐토샤문고

#### 2000년 ~
- 베터・하프(원제:ベター・ハーフ): 2000년1월 슈에이샤 / 2005년9월 슈에이샤
- 그녀를 싫어하는 그녀(원제:彼女の嫌いな彼女): 2000년4월 겐토샤문고 / 2008년10월 슈에이샤문고
- 당신에게로의 나날(원제:あなたへの日々): 2000년11월 슈에이샤문고
- 어제 저녁, 이제 사랑 따위 하지 않는다고 맹세했다(원제:ゆうべ、もう恋なんかしないと誓った): 2000년12월 카도카와하루키사무소 / 2003년5월 하루키문고
- 한숨의 시간(원제 ため息の時間): 2001년6월 신쵸샤 / 2004년7월 신쵸문고
- 사랑에는 조금 부족해(원제:愛には少し足りない): 2001년8월 겐토샤
- 완전히 타버릴 때까지(원제:燃えつきるまで): 2002년6월 겐토샤 / 2005년4월 겐토샤
- 울지마, 파티는 지금부터(원제:泣かないで、パーティーはこれから): 2010년1월 분슌문고

- 오늘밤 누군가의 옆에서 잔다(원제:今夜誰のとなりで眠る): 2002년12월 슈에이샤 / 2006년9월 슈에이샤문고

- 매리지 블루(원제:永遠の途中): 2003년5월 코분샤

- 100만번의 변명(원제:100万回の言い訳): 2003년9월 신쵸샤 / 2006년6월 신쵸문고

- 불운한 여신(원제:不運な女神): 2004년3월 분게이슌슈 / 2007년3월 분슌문고

- 바다색의 오후(원제:海色の午後): 2004년6월 슈에이샤문고

- 사랑해도 사랑해도(원제:恋せども、愛せども): 2005년10월 신쵸샤 / 2008년7월 신쵸문고
- 오늘밤은 마음만 안아줘(원제:今夜は心だけ抱いて): 2006년3월 아사히신문사 / 2009년8월 아사히문고
- 숨이 멎을 정도로(원제:息がとまるほど): 2006년9월 분게이슌슈 / 2009년9월 분슌문고
- 한 순간이면 돼(원제:一瞬でいい): 2007년7월 마이니치신분샤 / 2012년3월 신쵸문고[상・하]
- 사랑과 닮은 것(원제:愛に似たもの): 2007년9월 슈에이샤 / 2009년10월 슈에이샤문고
- 녹고 녹아내리고(원제:とける、とろける): 2008년3월 신쵸샤 / 2010년11월 신쵸문고
- 유리도 아닌, 수정도 아닌(원제:瑠璃でもなく、玻璃でもなく): 2008년10월 슈에이샤 / 2011년5월 슈에이샤문고
- 슬슬 마지막 사랑을 하고싶어-모모사쿠라 일기(원제:そろそろ最後の恋がしたい―ももさくら日記): 2009년3월 카도카와 하루키 사무소 / 2012년7월 하루키 문고 - 그림・사쿠라자와 에리카
- TROIS(원제:トロワ): 2009년8월 카도카와서점 - 이시다 이라, 사토 에리코 공저
  - [제목 변경] TROIS-사랑은 셋으로 나눠지지 않는다(원제:トロワ―恋は三では割りきれない): 2012년1월 카도카와문고
- 하늘로 떨어지다(원제:天に堕ちる): 2009년10월 쇼각칸 / 2013년10월 슈에이샤문고
  - 수록작품: 리츠코(りつ子) / 마사에(正江) / 마리(茉莉(まり)) / 카요코(可世子) / 카즈미(和美) / 시오리(汐里(しおり)) / 나나미(奈々実) / 히카리(光) / 레이코(黎子(れいこ)) / 타에코(妙子)

#### 2010년 ~
- 세실의 계획(원제:セシルのもくろみ): 2010년2월 코분샤 / 2013년4월 코분샤문고
- 비 속의 동반자살(원제:雨心中): 2010년6월 코단샤 / 2013년7월 코단샤문고
- 테티스의 역린(원제:テティスの逆鱗): 2010년11월 분게이슌슈 / 2014년2월 분슌문고
- 배너티(원제:ヴァニティ): 2011년11월 코분샤 / 2014년5월 코분샤문고
- 터무니없이 안개는 흐른다(원제:途方もなく霧は流れる: 2012년2월 신쵸샤
  - [제목 변경] 안개마을 로맨티카(원제:霧町ロマンティカ): 2015년8월 신쵸문고
- 손바닥의 사막(원제:手のひらの砂漠): 2013년4월 슈에이샤 / 2016년9월 슈에이샤문고
- 봉마(원제:逢魔): 2014년11월 신쵸社 / 2017년6월 신쵸문고
- 울지 않는 새는 하늘에 빠진다(원제:啼かない鳥は空に溺れる): 2015년8월 겐토샤
- 준코의 꼭대기(원제:淳子のてっぺん): 2017년9월 겐토샤

### 에세이· 기타

#### 1990년 ~
- 그녀는 사랑을 참지못해-가슴아픈 사랑을 피우는 방법(원제 彼女は恋を我慢できない―せつない恋の咲かせ方)(1990년7월 다이와쇼보 / 1995년10월 슈에이샤문고)

- 회사원 10년했습니다(원제 OL10年やりました)(1990년12월 다이와쇼보 / 1996년3월 슈에이샤문고)

- 싱글블루-이 이상 사랑하는 방법(원제 シングル・ブルー―これ以上の愛し方)(1991년7월 다이와쇼보)
  -  [제목 변경] 싱글블루(원제 シングル・ブルー)(2001년7월 슈에이샤문고)

- 단지 그것 뿐인 짝사랑-시작하지 않는 사랑・끝나지 않는 사랑(원제 ただそれだけの片思い―始まらない恋・終わらない恋)(1992년6월 다이와쇼보 / 1999년2월 슈에이샤문고)

- 론리 콤플렉스(원제 ロンリー・コンプレックス)(1993년3월 다이와쇼보 / 1998년1월 슈에이샤문고)
- 이별의 말은 나로부터(원제 別れの言葉を私から)(1993년9월 코분샤 / 2000년6월 치에노모리 문고 / 2002년1월 코분샤문고 / 2016년4월 코분샤문고[신장판]

- 행복의 순간-간직해온 행복을 드립니다(원제 しあわせの瞬間(とき)―とっておきの幸福あげます)(1993년12월 니혼분게이샤)- 그림・카토 유카코
  - [제목 변경] 행복의 순간(원제 しあわせの瞬間(とき))(2005년3월 하루키 문고)

- 니가 진짜로 원하는 게 뭐야(원제:きっとあなたにできること―元気を出して、負けないで): 1994년8월 PHP문고 / 2003년 3월 PHP문고 / 2009년 코분샤문고

- 유이카와 케이의 행복을 찾고싶어서-한 발짝 내딛는 삶의 방식(원제 唯川恵の幸せを見つけたくて―一歩踏み出す生き方)(1994년12월 카이류샤
  - [제목 변경] 내일로 한 발짝 내딛기 위해(明日に一歩踏み出すために(1999년7월 PHP문고)
    - [제목 변경] 행복을 찾고싶어서-내일로 한 발짝 내딛기 위해(원제 幸せを見つけたくて―明日に一歩踏み出すために)(2008년6월 코분샤문고)

- 언젠가 당신을 잊는 날까지-사랑해야 하는 남자의 이야기(원제 いつかあなたを忘れる日まで―愛すべき「男」の話)(1995년9월 지츠교노니혼샤)
  - [제목 변경] 언젠가 당신을 잊는 날까지(원제 いつかあなたを忘れる日まで)(2002년5월 신쵸문고)

- ‘안녕’이 알고 있는 많은 것(원제 「さよなら」が知ってるたくさんのこと)(1996년8월 다이와쇼보 / 2001년10월 신쵸문고)
- 칭찬해줄게-엄청 기운나게 해드립니다(원제 ほめてあげる―とびっきりの元気をあげます): 1997년1월 니혼분게이샤)- 그림・오자키 메구미

- 5년 후, 행복해진다(원제 5年後、幸せになる)(1997년11월 다이와쇼보 / 2003년11월 신쵸문고)

- 내일 시작하는 사랑을 위해-시네마 사랑이야기(원제 明日はじめる恋のために―シネマ愛ものがたり)(1998년4월 슈에이샤)
  - [제목 변경] 내일 시작하는 사랑을 위해(원제 明日はじめる恋のために)(2004년2월 슈에이샤문고)

- 나를 위해 할 수 있는 일-지지말고 반짝여줘(원제 わたしのためにできること―負けないで、輝いて)(1999년4월 PHP연구소 / 2004년3월 PHP문고)

#### 2000년 ~
- 인생은 한번뿐.(원제 人生は一度だけ。)(2000년6월 다이와쇼보 / 2005년7월 신쵸문고)
- 기운나게 해줄게-비밀의 힘을 드립니다(원제 元気をあげる―ヒミツの力をあげます): 2000년9월 니혼분게이샤)- 편집. 그림・오카다 나오코
- 사랑이 없으면 시작되지 않아.(원제 愛がなくてははじまらない。): 2002년3월 다이와쇼보 / 2006년2월 다이와 문고
- 사랑의 마법에 걸리면(원제 恋の魔法をかけられたら): 2003년8월 카도카와 하루키 사무소 / 2005년5월 하루키문고 - 에쿠니 카오리, 야마모토 후미오 등 8명의 작가와의 대담집

- 사랑이란건 조금 불행한 정도가 딱 좋아(원제 恋なんて、少し不幸ぐらいがちょうどいい)(2004년4월 다이와쇼보)
  - [제목 변경] 사랑하는 힘-사랑이란건 조금 불행한 정도가 딱 좋아(원제 恋するチカラ―恋なんて、少し不幸ぐらいがちょうどいい(2007년4월 다이와 문고)

- 하루의 끝에 생각하는 당신(원제 一日の終わりに思うあなたのこと)(2004년6월 PHP연구소)

- 사랑에 이기는 1(앙) ・2(드) ・3(트와)-빛나는 여성들에게 물어본 사랑의 비밀・사랑의 형태(원제 愛に勝つ1(アン)・2(ドウ)・3(トワ)―輝く女性たちに聞いた恋のひみつ・愛のかたち)(2005년2월 슈에이샤)- 릴레이식 연애 토크세션

- 소설 50-당신에게의 ‘저자로부터의 메세지’(원제 小説50―あなたへの「著者からのメッセージ」)(2005년5월 생활정보센터)- 인터뷰

- 작가의 독서도(원제 作家の読書道)(2005년10월 혼노잣시샤)

- 경외의 식(食)(원제 畏敬の食)(2006년1월 코단샤)- 코이즈미 타케오와 식(食)의 대담

- 연애하기 좋은 날(원제 恋愛日和)(2006년8월 쇼각칸)

- 비밀-코이케 마리코 대담집(원제 秘密―小池真理子対談集)(2006년9월 코단샤 / 2009년12월 코단샤문고)- 코이케 마리코와 대담

- 풍자연전(원제 風姿恋伝)(2007년3월 쇼각칸)

- 사랑의 규칙(원제 恋のオキテ)(2007년5월 PHP연구소)- 그림・아사쿠라 메구미

- 차라리 악녀(원제 いっそ悪女)(2007년11월 다이와쇼보)
  - [제목 변경] 차라리 악녀로 살아보겠다(원제 いっそ悪女で生きてみる)(2011년3월 신쵸문고)

- 약속-가장 사랑하는 개들에게(원제 約束―最愛の犬たちへ)(2008년1월 분게이슌슈)- 개에 관한 에세이

- 계속 혼자일 리가 없어(원제 ずっとひとりのわけじゃない)(2010년5월 쇼각칸문고)
- 남자 확인술 21장(원제 男の見極め術 21章)(2015년4월 지츠교노 니혼문고

## 영상화 작품

### TV 드라마

#### TBS
- <월요드라마스페셜> 이브는 첫사랑 같이(원제:イブは初恋のように): 1991년 12월 16일, 주연: 토미타 야스코

- 원작: 키스보다 가슴아픈(원제:キスよりもせつなく)

- <수요프리미엄> 찰나와 같아서 가슴아픈(원제:刹那に似てせつなく): 2005년 3월 16일, 주연: 카타히라 나기사, 아오이 유우

- 원작: 찰나와 같아서 가슴아픈(원제:刹那に似てせつなく)

- 27세의 여름방학(원제:27歳の夏休み): 2005년 6월 30일, 주연: 키무라 요시노

- - 원작: 내일까지의 거리(원제:あしたまでの距離)

- 어깨 너머의 연인(원제:肩ごしの恋人): 2007년 7월 5일 ~ 9월 6일, 전9화, 주연: 요네쿠라 료코

- - 원작: 어깨 너머의 연인(원제:肩ごしの恋人)

#### 니혼TV · 요미우리 TV
- 그녀가 싫은 그녀(원제:彼女の嫌いな彼女): 1993년 4월 17일 ~ 6월 26일, 전11화, 주연: 이시다 유리코
  - 원작: 50・50-그녀가 싫은 그녀(원제: ィフティ・フィフティ―彼女の嫌いな彼女)

#### 후지TV・칸사이TV
- <시네마 칵테일> 싱글 블루(シングル・ブルー): 1999년 4월 15일 ~ 5월 6일, 전4화, 주연: 이나다 치카
- <연애 편차치(러브 코션트)>
  1. 제 1장「완전히 타버릴 때까지」(원제:燃えつきるまで): 2002년 7월 4일 ~ 7월 25일, 전4화, 주연: 나카타니 미키
  2. 제 2장「Party」: 2002년 8월 1일 ~ 8월 22일, 전4화, 주연: 토키와 타카코 - 원작 :울지마 파티는 지금부터(원제:泣かないで パーティーはこれから)
  3. 제 3장「그녀가 싫어하는 그녀」(원제:彼女の嫌いな彼女): 2002년 8월 29일 ~ 9월 19일, 전4화, 주연: 자이젠 나오미

- 기묘한 이야기 시리즈
  - 기묘한 이야기 2005 가을 특별편「과거가 배달되는 오후」(원제:世にも奇妙な物語2005秋の特別編「過去が届く午後」): 2005년 10월 4일, 주연: 마츠다 세이코 - 원작: 과거가 배달되는 오후 「아픈 달」(원제:過去が届く午後「病む月」)
  - 기묘한 이야기 21세기 21년째 특별편「분신」(원제:世にも奇妙な物語 21世紀21年目の特別編「分身」): 2011년 5월 14일, 주연: 오오모리 나오 - 원작: 분신 「한숨의 시간」(원제:分身「ため息の時間」)

- 세실의 계획(원제:セシルのもくろみ): 2017년 7월 13일 ~ 9월 7일, 전9화, 주연: 마키 요코

#### WOWWOW
- <드라마W> 사랑해도 사랑해도(원제:恋せども、愛せども): 2007년 8월 19일, 주연: 하세가와 쿄코

#### NHK
- 오늘 밤은 마음만 안아줘(원제:今夜は心だけ抱いて): 2014년 3월 4일 ~ 4월 22일, 전8화, 주연: 다나카 미사코

### 영화
- 어깨너머의 연인: 2007년 10월 18일, 한국 개봉, 100분, 감독: 이언희 , 주연: 이미연 / 이태란 - (원작:肩ごしの恋人)
- 그녀의 은밀한 사랑일기(원제:フィーメイル): 2005년 일본 개봉, 2007년 4월 한국 개봉, 감독: 마츠오 스즈키, 주연: 타카오카 사키 - (원작:恋の門)
- 키레이(원제:き・れ・い?): 2004년 8월 21일, 일본 개봉, 감독: 마츠무라 카츠야, 주연: 오카모토 유키코

### TV 애니메이션
- 성인 여성의 애니메이션 타임「강가에 스치는 바람(원제:川面を滑る風)」: 2011년1월6일, NHK, 목소리 주연: 다나카 미사토 - 원작: 강가에 스치는 바람「아픈 달」(원제:川面を滑る風「病む月」)

### 뮤지컬
- 다케우치 뮤지컬 - 진심으로 온리 유竹内まりやソングミュージカル 本気でオンリーユー): 2008년 9월 12일 ~ 10월 5일, PARCO극장, 주연: 마츠우라 아야 - 원작: 키스보다도 가슴아픈(원제:キスよりもせつなく)